# Mariano Corbí
Mariano Corbí Quiñonero (Valencia, 1932) es un epistemólogo español. Ha centrado sus investigaciones en las consecuencias axiológicas de las transformaciones generadas por las sociedades de innovación o posindustriales.

## Biografía
Mariano Corbí (o Marià, cuando firma en catalán) nace en 1932, en Valencia (España) y reside en Cataluña desde su infancia. Cursa estudios de música y piano en el Conservatorio del Liceo de Barcelona y se licencia en Filosofía en la Universidad de Barcelona y en Teología Facultad de Teología de Barcelona, (actualmente de Cataluña). Prosiguió sus estudios durante dos años y medio en Viena sobre el empirismo lógico de la escuela neo-positivista vienesa ], la lingüística de Leo Weisgerber  y la obra del filósofo austriaco Ludwig Wittgenstein Ludwig Wittgenstein. En 1981 defendió en la Universidad de Salamanca la tesis doctoral “Análisis Epistemológico de las configuraciones axiológicas humanas. La necesaria relatividad cultural de los sistemas de valores: mitologías, ideologías, ontologías y formaciones religiosas”, publicada por la Universidad de Salamanca en 1983 .
En 1974 cofundó el Instituto Científico Interdisciplinar de Barcelona, en el que fue investigador durante los diez años de vida del mismo. Desde ese mismo año, fue nombrado profesor en la Fundación Vidal y Barraquer (1974-1996), y desde 1981 del Departamento de Ciencias Sociales de ESADE Business School (1981-2001). Apartado ya de las tareas docentes, mantiene su colaboración con ambas instituciones. En 1998 Impulsa la creación del Centro de Estudio de las Tradiciones de Sabiduría CETR de Barcelona, del que es su director. A nivel internacional, ha colaborado con distintas instituciones universitarias (en Brasil, México, Colombia, Costa Rica…) participando en jornadas y congresos.

## Pensamiento
Como investigador especializado en epistemología de las formaciones axiológicas, ha estudiado largamente las consecuencias ideológicas y religiosas de las transformaciones generadas por la sociedad industrial y postindustrial. Largos años de investigación desde las más diversas especialidades (lingüística, epistemología, sociología, antropología, historia de las religiones…), le permiten esclarecer cómo se relacionan los sistemas de valores y los sistemas de vida; cómo las formas axiológicas de las distintas sociedades guardan directa relación con su modus vivendi. De su estudio se desprende varias conclusiones:
- los despliegues mítico-simbólicos de las sociedades preindustriales se definen por su capacidad de configurar entornos estables de certezas inamovibles, que fueron vitales para asegurar la supervivencia de las sociedades del pasado (sociedades de epistemología mítica).[4] Vitales en unos mundos de verdades fijas (propios de aquellas sociedades que viven durante centenares, o miles, de años, fundamentalmente de lo mismo), sociedades que deben bloquear cambios para evitar riesgos. Mientras que, por ello mismo, esas formaciones mítico simbólicas resultan muy poco aptas para una realidad social, como es las de las sociedades de innovación y cambio, que requiere motivar para la transformación continua en todos los órdenes. Las nuevas sociedades de conocimiento sobreviven y prosperan sobre la base de la innovación y el cambio y, por consiguiente, necesitarán excluir aquello que fije u obstaculice la movilidad.

- De ahí que la propuesta de Corbí, en alguna de sus obras, sea una “religión sin religión”:  el cultivo de la calidad humana profunda más allá de las formas religiosas, unas formas necesariamente ligadas a la fijación de unos sistemas de valores, interpretaciones y modos de vida estables.[5] Corbí insiste en que sería un lamentable desperdicio no aprovechar el inmenso legado de sabiduría de nuestros antepasados; sabiduría que, en gran parte, se encuentra recogida en las tradiciones religiosas y espirituales de la humanidad. Para Corbí sería necedad menospreciar ese legado por causa de que llegue hasta el presente en unas copas (un lenguaje mítico y de creencias, y unas formas culturales) propias de sociedades preindustriales y, según todos los indicios, en vías de extinción.

- Además de investigar las consecuencias valorales, ideológicas y religiosas de las transformaciones que implican las sociedades de conocimiento e innovación continua,[6] sus trabajos y publicaciones también se proponen facilitar un acercamiento a la riqueza de las antiguas tradiciones religiosas que no suponga ni unas creencias, ni unos modos religiosos como se vivieron en el pasado, ni un determinado sistema de organización y comportamiento. Corbí insiste en la necesidad de releer el legado espiritual de la humanidad poniéndolo al servicio del desarrollo de la cualidad humana en las nuevas condiciones culturales.[7][8]

- En paralelo a lo anterior, Corbí se dedica a crear una disciplina nueva la epistemología axiológica que investiga cómo nuestros antepasados construyeron sus proyectos axiológicos colectivos (religiones, ideologías) para averiguar los procedimientos de construcción que utilizaron y que nos legaron explícitamente porque sus mundos ideológicos se lo impedían, y así poder saber cómo nosotros tenemos que construir los proyectos axiológicos colectivos adecuados a las sociedades de innovación y cambio continuo en todos los ámbitos de la vida, también llamadas sociedades de conocimiento.[9]

Con este doble propósito impulsó la creación del Centro de Estudio de las Tradiciones de Sabiduría , que hoy dirige, como un espacio que pudiera favorecer el desarrollo de la cualidad humana, aprendiendo del legado del pasado y para el aprendizaje de construcción de proyectos axiológicos colectivos.

## Algunos temas objeto de su estudio y reflexión
- Fundamentos lingüísticos de las construcciones epistemológicas
- Epistemología de las formaciones axiológicas y su formalidad
- Tránsito del mito a la racionalidad
- Las condiciones valorales en las sociedades de innovación y cambio continuo
- La construcción de valores en las sociedades de conocimiento
- La repercusión sobre la religión del asentamiento de las sociedades de conocimiento
- La incompatibilidad de la religión con el paradigma de las sociedades de conocimiento
- Espiritualidad como cualidad humana
- La construcción de proyectos axiológicos colectivos preindustriales, industriales y de las sociedades de conocimiento

## Obra
Además de numerosos artículos y obras en colaboración, es autor de las siguientes monografías:
- La necesaria relatividad cultural de los sistemas de valores humanos. Salamanca, Universidad, 1983. 681 p. (ISBN 84-7481-251-8)
- La religió que ve. Barcelona, Claret, 1991. 259 p. (ISBN 84-7263-716-6)
- Conocer desde el silencio. Santander, Sal Terrae, 1992. 207 p. (ISBN 84-293-1079-7)
- Proyectar la sociedad, reconvertir la religión. Barcelona, Herder, 1992. 342 p. (ISBN 84-254-1820-8)
- Viento de libertad. Barcelona, Llar del Llibre, 1994. 271 p. (ISBN 84-7279-511-X)
- Religión sin religión. Madrid, PPC, 1996. 291 p. (ISBN 84-288-1351-5)[10]
- El camino interior, más allá de las formas religiosas. Barcelona, Bronce, 2001. 343 p. (ISBN 84-8453-039-6)
- El camí interior, més enllà de les formes religioses. Barcelona, Columna/Viena, 1999. 319 p. (ISBN 84-8330-036-2)
- Métodos de silencio. Barcelona, CETR, 2006. 154 p. (ISBN 84-935368-0-6)
- Hacia una espiritualidad laica: sin creencias, sin religiones, sin dioses. Barcelona, Herder 2007. 350 p. (ISBN 978-84-254-2537-0)
- Para uma espiritualidade leiga. Sao Paulo. Paulus, 2010. 294 p (ISBN 978-85-349-2641-6)
- Towards a lay spirituality. Barcelona. Verloc, 2010. 271 p. (ISBN 978-84-937737-0-0)
- Más allá de los límites: meditaciones sobre la unidad. Madrid, Bubok, 2009. 198 p. (ISBN 978-84-9916-163-1)
- A la intemperie –con obra gráfica de Pere Rius-. Verloc, 2010. 157 p. (ISBN 978-84-613-6787-0)
- Jesús de Nazaret, el mito y el sabio. Una lectura del Evangelio de Juan desde una espiritualidad laica y desde el sufismo –con Halil Bárcena–. Barcelona, Verloc, 2010. 253 p. (ISBN 978-84-937737-2-4)
- Jesús el judío, el mito y el sabio en el Evangelio de Juan. Una lectura laica Jesús el judío, el mito y el sabio en el evangelio de Juan. Una lectura laica. Barcelona. Verloc, 2013. 170 p (ISBN 978-84-940858-0-2)
- Por los caminos del silencio. Madrid, Bubok, 2010. 197 p. (ISBN 978-84-9916-784-8)
- Silencio desde la mente: prácticas de meditación. Madrid, Bubok, 2011. 271 p. (ISBN 978-84-9981-995-2)
- La construcción de los proyectos axiológicos colectivos. Principios de epistemología axiológica. Madrid, Bubok, 2013. 331 p. (ISBN 978-84-686-3343-5)
- La sabiduría de nuestros antepasados para sociedades en tránsito. Principios de Epistemología Axiológica 2. Madrid, Bubok, 2013. 318 p. (ISBN 978-84-686-4502-5)
- Protocolos para la construcción de organizaciones creativas y de innovación. Principios de Epistemología Axiológica 3. Madrid, Bubok, 2015. 245 p. (ISBN 978-84-686-6579-5)
- El cultivo colectivo de la cualidad humana profunda en las sociedades de conocimiento globalizadas . Principios de Epistemología Axiológica 4. Madrid, Bubok, 2015. 319 p. (ISBN 978-84-686-7691-3)
- El conocimiento silencioso. Las raíces de la cualidad humana. Barcelona, Fragmenta Editorial, 2016. 304 p. (ISBN 978-84-15518-43-3) - edición de Teresa Guardans.
- Principles of an Epistemology of Values The permutation of collective cohesion and motivation. Springer International Publishing 2016. 242 p. Colección: Sophia Studies in Cross-cultural Philosophy of Traditions and Cultures. (ISBN 978-3-319-23210-2)
- Las sociedades de conocimiento y la calidad de vida. Principios de Epistemología Axiológica 5. Madrid.Bubok. 2017. 257 p. (ISBN 978-84-686-4520-9)
- Cantos de eternidad. La sabiduría de Rûmî en el "Mathnawi". Vol. III. Madrid, Bubok, 2017. 320 pp. (ISBN 978-84-685-0173-4)
- Perplejidades. Madrid. Bubok 2018 174pp. (ISBN 978-84-685-3386-5)
- Proyectos colectivos para sociedades dinámicas Principios de epistemología axiológica . Barcelona.Herder: 2020 625pp. (ISBN 978-84-254-4380-0)
- Al anochecer. Madrid. Bubok 2020 159 pp (ISBN 978-84-685-4669-8)
- El gran olvido: la gratuidad del vivir. Principios de Epistemología Axiológica 6. Madrid. Bubok 2020. 396 pp (ISBN 978-84-685-4883-8)
- En el portal de lo oscuro. Bubok, 2021. 164 pp. (ISBN 978-84-685-5939-1)
- El sentir hondo de la vida. Principios de Epistemología Axiológica 7. Madrid. Bubok 2021. 308 pp (ISBN 978-84-685-6346-6)